# Nilisaari (ö i Norra Lappland, lat 69,10, long 28,02)
Nilisaari, nordsamiska: Njollâsuáloi, är en ö i Finland. Den ligger i sjön Enare träsk och i kommunen Enare i den ekonomiska regionen Norra Lappland och landskapet Lappland, i den norra delen av landet, 1 000 km norr om huvudstaden Helsingfors. Öns area är 31,3 hektar och dess största längd är 0,8 kilometer i nord-sydlig riktning.